# Fender Jazz Bass
A Fender Jazz Bass (vagy J-Bass) basszusgitármodell, melyet az amerikai Fender hangszercég forgalmaz 1960 óta. A modellt a cég alapítója, Leo Fender tervezte, és az különbözteti meg a Precision Bass modelltől, hogy a hangneme fényesebb és gazdagabb a közép- és magas hangtartományokban. A Precision Basshez viszonyítva természetesen koncentráltabb hangja van, alacsony alsó- és közép hangtartománnyal. A Jazz Bass ezen hangszíni jellemzői miatt gyakran a jobban észrevehető, semmint a háttérhangokat kereső zenészek kedvelt választása. A Jazz Bass hangja meghatározó szereppel volt több zenei műfaj, így a funk, a diszkó, a reggae, a blues, a progresszív rock, a heavy metal és a fúziós jazz hangvilágára is.

## Modellek
- Standard Jazz Bass
- Standard Jazz Bass Fretless
- Standard Jazz Bass V
- American Standard Jazz Bass
- American Standard Jazz Bass Fretless
- American Standard Jazz Bass Left-Handed
- American Standard Jazz Bass V
- Jazz Bass USA Plus
- Deluxe Active Jazz Bass
- Deluxe Active Jazz Bass V
- American Deluxe Jazz Bass
- American Deluxe Jazz Bass V
- American Vintage ’64 Jazz Bass
- American Vintage ’74 Jazz Bass
- '60s Jazz Bass
- '70s Jazz Bass
- Road Worn ’60s Jazz Bass
- Blacktop Jazz Bass
- Modern Player Jazz Bass
- Modern Player Jazz Bass V
- A line of Fender Squier models

### Már nem gyártott modellek
- American Deluxe Jazz Bass Fretless
- American Deluxe Jazz Bass Left-Handed
- American Vintage ’62 Jazz Bass
- American Vintage ’75 Jazz Bass
- American Special Jazz Bass
- American Jazz Bass Plus
- American Jazz Bass Plus V
- Highway One Jazz Bass
- Jazz Bass 24
- Jazz Bass 24 V
- Power Jazz Bass Special
- Jazz Bass Special